# Hans Peter Hansen (rektor)
 Der er flere personer med dette navn, se Hans Hansen.
 Der er flere personer med dette navn, se H.P. Hansen.
Hans Peter Hansen (26. maj 1867 – 22. december 1942) var en dansk lærer og rektor (på Efterslægtselskabets Skole) samt formand for Grænseforeningen.